# Azpilkueta
Azpilkueta és un dels 15 llogarets de la Comunitat Foral de Navarra que conformen el municipi de vall de Baztan a la Merindad de Pamplona a 64 quilòmetres de Pamplona.

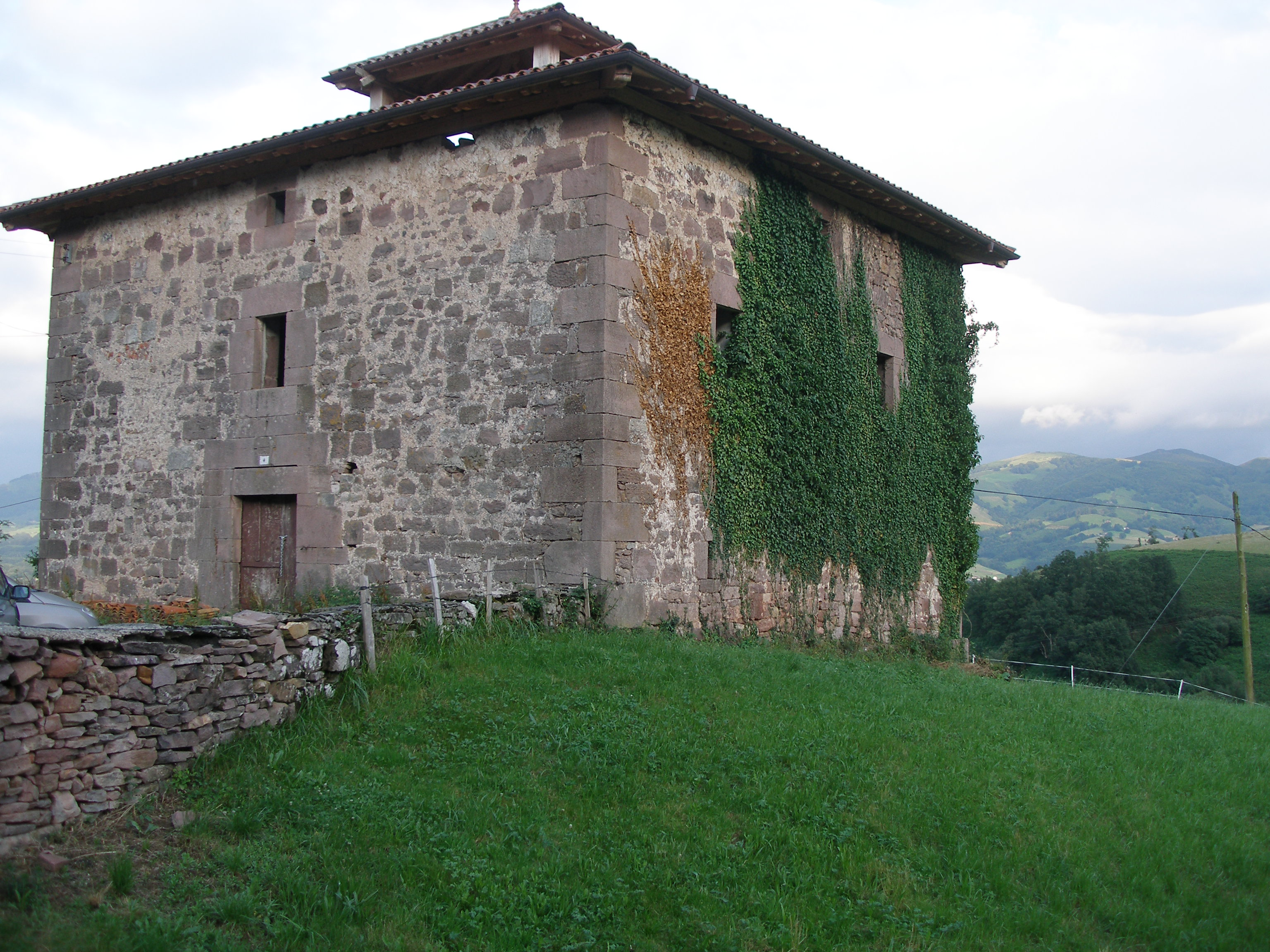

Es poden admirar grans casones, a dues i quatre aigües, amb el doble portal típic del Baztan amb escuts amb restes de policromia.
L'Església de San Andrés de planta de creu llatina, remodelada en el segle xviii, amb retaules de la mateixa època de bona factura de les talles amb les escultures de Sant Andreu, Sant Fermí, Sant Francesc Xavier i Sant Martí de Tours.
Aquest solar és origen del cèlebre llinatge del seu nom, del que va néixer María de Azpilcueta, esposa de Juan de Jaso i mare de Francisco de Javier.

## Demografia
| 2000 | 2001 | 2002 | 2003 | 2004 | 2005 | 2006 | 2007 | 2008 | 2009 | 2010 |
| ---- | ---- | ---- | ---- | ---- | ---- | ---- | ---- | ---- | ---- | ---- |
| 200  | 185  | 182  | 191  | 182  | 189  | 183  | 177  | 180  | 180  | 176  |

## Barris
- Apaioa: 29 habitants (2010)
- Arribiltoa: 22 habitants (2010)
- Urrasun: 24 habitants (2010)
- Zuaztoi: 40 habitants (2010)